# Liphistius lannaianus
Liphistius lannaianus SCHWENDINGER, 1990 è un ragno appartenente al genere Liphistius della famiglia Liphistiidae.
Il nome del genere deriva dalla radice prefissoide greca λίπ-, lip-, abbreviazione di λιπαρός, liparòs, cioè unto, grasso, e dal sostantivo greco ἱστίον, istìon, cioè telo, velo, ad indicare la struttura della tela che costruisce intorno al cunicolo.
Il nome proprio deriva dal Regno di Lanna, nella Thailandia settentrionale, e dal suffisso aggettivale latino -iànus, che viene aggiunto a nomi mitologici o di persona.

## Caratteristiche
Ragno primitivo appartenente al sottordine Mesothelae: non possiede ghiandole velenifere, ma i suoi cheliceri possono infliggere morsi piuttosto dolorosi.

## Distribuzione
Questa specie è stata rinvenuta nella Thailandia settentrionale.